# スネクマ M88

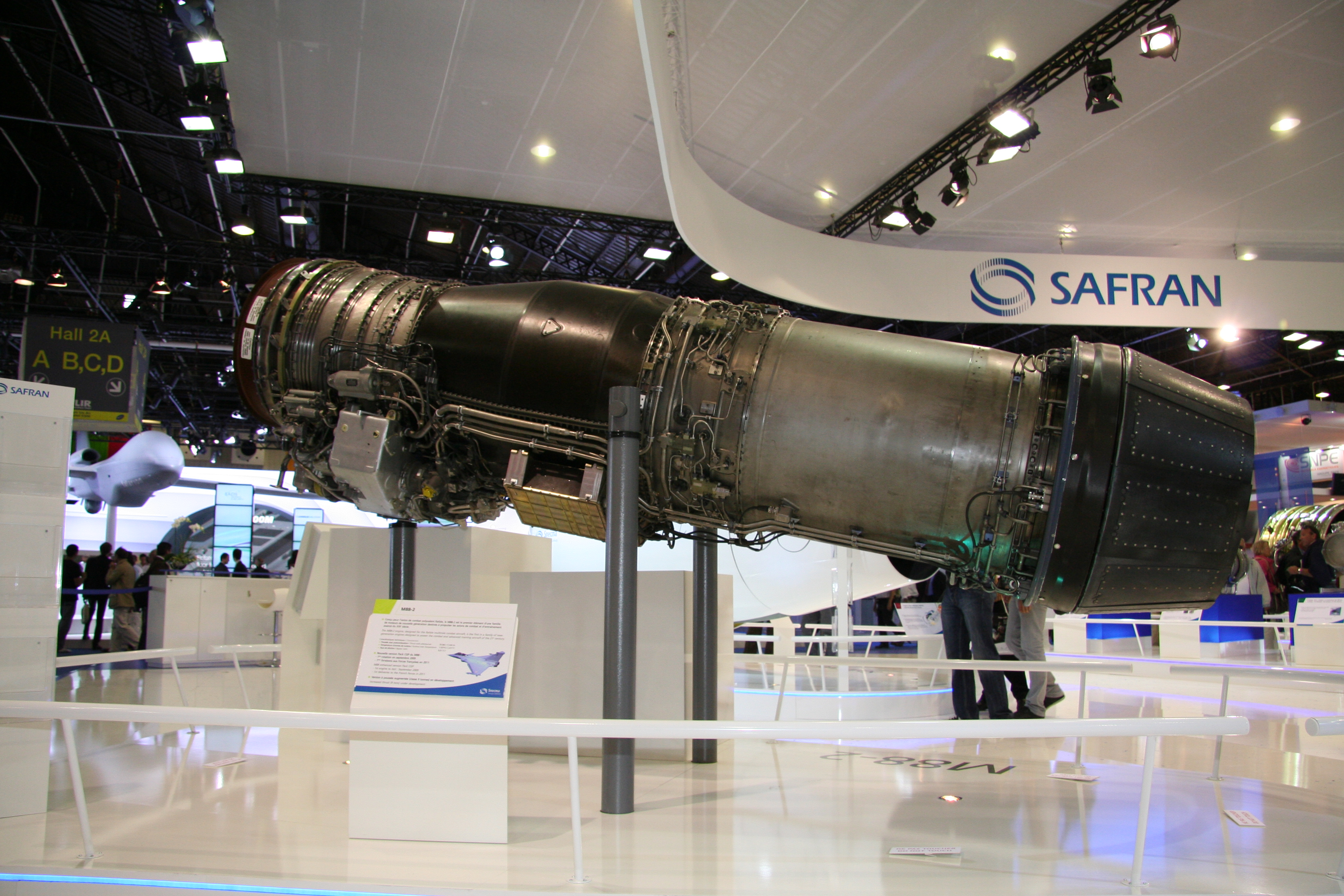
M88-2 エンジン（2007年パリ航空ショー）

M88は、スネクマがダッソー ラファール用に開発したアフターバーナーを備えたターボファンエンジンである。

## 設計と開発
原型のM88-1は実証エンジンであり、技術水準は3軸式のターボ・ユニオン RB199（イギリス・ドイツ・イタリアの共同開発機であるトーネード IDSに搭載）と同程度であった。量産型のM88-2はラファール用に開発された先進的なエンジンで、同時期に開発されたライバル機であるユーロファイター タイフーンのパワープラントに選定されたユーロジェット・ターボ製のユーロジェット EJ200に似ている。可変式ファン案内翼を備え、高圧圧縮機は6段、排気ノズルはイジェクタ型で、将来的な構想として推力偏向ノズルの導入も検討されている。
ラファールの機体サイズにあわせて大きさはEJ200より小さく、全長は140インチ以内、乾燥重量は2,000ポンド以内に収まるほどのコンパクトさである。
M88はまた単結晶高圧タービンブレードや粉末金属焼結ディスクや全般デジタルエンジン制御のような最先端技術を取り入れている事が特徴となっている。ステルス性に配慮しており、電磁や赤外線シグネチャを低減するように設計されている。また、M88は整備しやすく運用経費を削減する事を念頭において開発されており、21のモジュールによって構成され再調整やバランス調整をせずに互換性を維持した状態で交換できるようになっている。
推力はドライで50 kN (11,200 lbf)でアフターバーナー使用時には75 kN (16,900 lbf)になる。
搭載機は、ラファールのみであるが、旧ユーゴスラビアの国産戦闘機として計画されていたノヴィ・アヴィオンへ搭載される予定であった。他、サーブ 39 グリペンの輸出用の代替エンジンとして、M88-3を提供するとされていた。

## 派生型

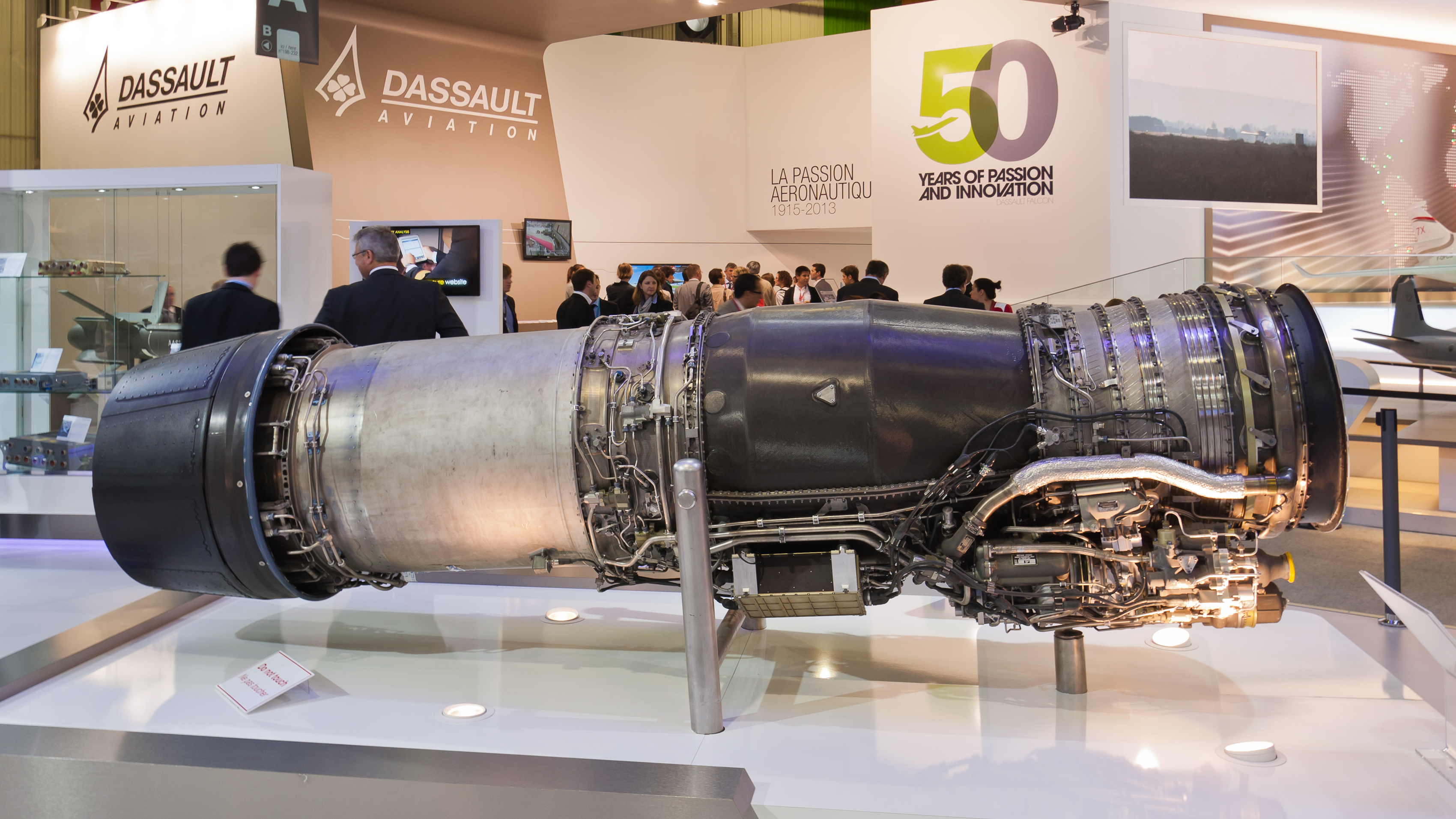
M88-4E

M88-1
実証エンジン。
M88-2（M88-2E1、ステージ1）
最初の量産型。
M88-2E4（ステージ4）
寿命を延ばした改良型。重要なエンジン部品（特にエンジンコアとアフターバーナー部）の耐久性を向上させ、燃料消費を元のM88-2と比較して2-4%削減している。そのほか、三次元の高圧圧縮機及びタービンブレード、ブレードとディスクを一体で作るブリスクタービンブレード、高圧タービンの熱コーティング改善、燃焼室のための高度な冷却チャネルの導入などの改良が行われている。
M88-3
ラファールの輸出候補国に高温・高地が多いため開発が検討されていたM88-2の輸出用改良型。全長を伸ばし、ファン直径を0.09mほど拡大、流量を65kg/s から73.4kg/sとした低圧圧縮機と可変静翼（ステーターベーン）段を備えることで一部出力あたりの燃料消費量を削減し、より広い範囲で最適な条件で動作するようにする。推力は9.5トン。
M88-4E（M88 Pack CGP）
M88エンジンにTCO（総保有コスト）プログラムを適用した改良型で2008年に研究契約に基づいて報告された。2E4をベースに20%のパーツを新しくしており、2つの新しい高圧タービンブレード、3つの新しい高圧圧縮機段、新しい後部ハウジングを装備し、材料と形状にいくつかの変更を加えることで、エンジンの耐久性を高め、運用経費を低く抑えている。認証過程には70回の飛行が含まれる。
ダッソー社への最初の納入は2011年末を予定しており2012年から最新のトランシェ3でフランス空軍で運用を開始する予定である。M88-4Eは今後唯一の標準的な生産機種になり、既に運用中のM88は徐々にM88-4Eへ更新される予定である
M88-X（M88-9）
アラブ首長国連邦への輸出計画およびクウェートのような潜在的な顧客に売込みを図るための一環として開発検討中の改良型で推力が9トンにまで増強される予定。直径を1.5cm拡大することで低圧圧縮機を大型化、空気流量を65 kg/sから72 kg/sに増加させることで総圧縮比が27となるとされている。また、低圧圧縮機の3段の翼をディスクに一体化する予定。
搭載にあたっては翼のディスクへの一体化による重心移動のほか直径の拡大によるレーダー反射断面積の増加が懸念される。ダッソーは必要としていないがサフラングループのCEOであるフィリップ・ペチコリンはラファールが元の仕様と比べて重量が増加していることを上げ採用を求めて関係当局と協議中であることを明かした。
M88 T-REX
2025年6月のパリ航空ショーで公表された改良型。ラファールの将来改良型への搭載を想定しており、メーカー発表では改良型コンプレッサー、新素材と次世代型冷却回路を組み込んだタービン、空力特性を最適化したノズルなどにより、現行のM88の利点を引き継ぎ、従来モデルとの互換性を維持しつつ推力を20%向上させたとしている。

## 仕様
一般的特性
- 形式: 2軸ターボファン
- 全長: 3,531 mm (139 in)
- 直径: 69.6 cm (27.4 in) 内径
- 乾燥重量: 897 kg (1,977 lb)

構成要素
- 圧縮機: 3段低圧・6段高圧圧縮機
  - バイパス比: 0.30:1
- 燃焼器: アニュラー型
- タービン: 1段低圧・1段高圧タービン

性能
- 推力: 

  - 50.04 kN (11,200 lbf) ミリタリー推力
  - 75.62 kN (17,000 lbf) アフターバーナー使用時
- 全圧縮比（英語版）: 24.5:1
- タービン入口温度: 1,850K (1,577℃、2,871°F)
- 燃料流量: 

  - 0.80 kg/(daN*h) (0.78 lbm/(lbf*h)) (ドライ)
  - 1.75 kg/(daN*h) (1.72 lbm/(lbf*hr)) (アフターバーナー)
- 推力重量比: 

  - 5.7:1 (ドライ)
  - 8.5:1 (アフターバーナー)

出典: 